# جيدة ثامقرانث (مغنية)
لالة جيدة (4 جويلية 1912م - 1993م)، مغنية جزائرية مختصة في طابع أشويق ضمن الموسيقى الأمازيغية. اسمها الحقيقي مبروكة مهني.

## مسيرتها

### النشأة
وُلدت «مبروكة مهني» بتاريخ 4 جويلية 1912م في قرية راس ثالة نتسينزار في بلدية بني شبانة ضمن ولاية سطيف في الجزائر.
وكانت أثناء طفولتها مغرمة بإيقاع الدربوكة التي كانت تستعملها بخفة واقتدار لمرافقة المدائح والأغاني التي كانت ترددها بعد سماعها وحفظها من محيطها العائلي وأثناء المناسبات العائلية والدينية.
ورغم صعوبة المعيشة في قرية راس ثالة نتسينزار، إلا أن الطفلة مبروكة مهني لم تستسلم لظروفها البيئية بل كانت تتدرب يوميا على أداء مدائح أشويق والأشعار المختلفة، وهي وحيدة أثناء قيامها بالأشغال المنزلية.
وما أن بلغت الطفلة مبروكة مهني سن الثاني عشرة سنة من عمرها خلال عام 1924م حتى أصبح جيران عائلاتها يتهافتون على اللجوء إلى صوتها العذب من أجل تنشيط حفلاتهم المختلفة بأغانيها التقليدية الأصيلة.
وهذه التجارب الغنائية الطفولية كانت تحضيرا لها كي تصير فيما بعد من أولى النساء الجزائريات القبائليات اللواتي غنين في إذاعة مدينة الجزائر خلال عشرية 1940م.
ذلك أن الشابة «مبروكة مهني» كانت قد انتقلت للعيش في بلدية محمد بلوزداد ضمن مدينة الجزائر خلال بداية عام 1940م أثناء الحرب العالمية الثانية، وعمرها لا يتجاوز 30 سنة.
فتزوجت في مدينة سيدي عبد الرحمن الثعالبي من رجل متفهم لأشواقها الفنية والإبداعية، خاصة أن بلدية محمد بلوزداد كانت حيا شعبيا مليئا بالحركية الفنية والرياضية، والوعي السياسي النضالي، والنشاط الوطني الاستقلالي.

### القناة الإذاعية الثانية
شاركت الفنانة «جيدة مبروكة مهني» مع زميلتيها ونيسة حليمة قديم ويمينة فروجة أعراب خلال عام 1942م في تطوير القناة الإذاعية الثانية الناطقة باللغة القبائلية التي كان يرأسها فتح الله بن حسين.
وكان هذا القسم الإذاعي تابعا آنذاك لمؤسسة إذاعة مدينة الجزائر (بالفرنسية: Radio-Alger)‏ التي تم إنشاؤها قبل ذلك خلال عام 1929م.
فساهم معهما الفنان نور الدين مزيان [الفرنسية] في تحويل هذا القسم الإذاعي إلى مشتلة ثقافية وطنية تلتقي فيها المواهب الفنية الناطقة باللغة الأمازيغية لإنتاج البرامج الإذاعية والسكاتشات والأغاني.
وفي مقر هذه الإذاعة الأمازيغية، الواقع وقتئذ في "شارع بيار بيرتيزين (بالفرنسية: Rue Pierre Berthezène)‏"، تفتقت قريحة الفنانة «زينة وردية مهداوي» مع زميلتها الأخرى حسنة على أداء فني وغنائي متميز.
وكانت «مجموعة لالة ونيسة» هي المؤسِّسة الفعلية للغناء الإذاعي القبائلي في الجزائر، وذلك عبر الثلاثي: ونيسة حليمة قديم، ويمينة فروجة أعراب، وزينة وردية مهداوي.
كما كانت تجهيزات هذا القسم الإذاعي، المدعو "محطة لافارج (بالفرنسية: Station Lafarge)‏"، موجودة في قبو "قاعة ابن خلدون (بالفرنسية: Salle Pierre Bordes)‏" آنذاك.
وكانت الأوركسترا الإذاعية التي أسسها الشيخ نور الدين مزيان [الفرنسية] هي التي سمحت لهؤلاء الفنانات في هذه الإذاعة بتسجيل أغانيهن.
وتكونت هذه الأوركسترا من العديد من الموسيقيين الذين من بينهم «الشيخ الناموس»، «سيد علي أحمد مجدول»، و«الحاج منور» الذين أسهموا في إنشاء وإنجاح المسرح الإذاعي [الفرنسية] والأغنية الساخرة [الفرنسية].
فبزغت حينئذ موهبة فنانين إذاعيين آخرين مع «يمينة فروجة أعراب» من بينهم «كمال حمادي»، و«يوسف عبجاوي»، و«محند رشيد»، و«رشيد مزيان» تحت إشراف الحاج محمد العنقة.
فصارت الفنانة «زينة وردية مهداوي» محاطة إثر ذلك بكوكبة من الفنانات القبائليات اللواتي من بينهن: شريفة، وجيدة، وحنيفة، ووريدة، وونيسة حليمة قديم، ويمينة فروجة أعراب.

### الحصص الإذاعية
شاركت الفنانة «جيدة مبروكة مهني» في تنشيط العديد من البرامج الإذاعية خلال مسيرتها الفنية رفقة زميلاتها ونيسة ويمينة وزينة ثم الفنانات القبائليات اللواتي التحقن بالقناة الإذاعية الثانية الناطقة باللغة القبائلية.
وأشهر برنامج إذاعي عُرفت من خلال موهبة «جيدة ثامقرانث» هو أورار لخالات [القبيلية] الذي كان يُعنى بأغاني النساء القبائليات وفق طابع أشويق.
ثم تلاه برنامج إذاعي شهير آخر هو نوبة لخالات الذي كان يُعنى باكتشاف المواهب الغنائية النسوية القبائلية وفق طابع أشويق والفن القبائلي الأصيل.
وكان برنامج نوبة لخالات تطورا ملحوظا في أداء القناة الإذاعية الثانية عبر الانتقال من مجرد بث أغاني طابع أشويق إلى مرحلة إنتاج أغان مصحوبة بأوركسترا.
وقد استمر إنتاج وبث حصة "أورار لخالات [القبيلية] (Urar Lkhalat)" لعشرات السنين على أمواج الإذاعة الجزائرية.

### الأغاني الثنائية
شاركت الفنانة «جيدة مبروكة مهني» مع العديد من الفنانين القبائليين في أغان ثنائية.
ومن أشهر الفنانين الذين شاركت معهم في مشاريع غنائية نجد الشيخ نور الدين مزيان [الفرنسية] سنة 1952م.

### اعتزال الفن
اعتزلت الفنانة «جيدة مبروكة مهني» الغناء والفن سنوات قليلة بعد استقلال الجزائر في 1962م، وذلك إثر وفاة زوجها الذي كان سندا ومعينا لها أثناء مسارها الإبداعي.
وبما أنها كانت آنذاك قد جاوزت الخمسين من عمرها، فإنها قد قررت التفرغ التام لتربية أولادها الأربعة أحسن تربية لتعويض غياب والدهم المتوفى.

### رصيدها الغنائي
تركت الفنانة «جيدة مبروكة مهني» رصيدا غنائيا ناهز 100 أغنية في طابع أشويق ضمن الفن القبائلي.
وتم تسجيل 64 أغنية من بين هذه الأغاني في أرشيف القناة الإذاعية الثانية.
ومن بين أشهر أغانيها في طابع أشويق نجد:
- سيدي ربي (Sidi Rebbi).
- أميذ أماس (النهار والليل) (Amidh Amas).
- ثانينة إيذورار (بومة الجبال) (Thanina Idhourar).
- شذغ أغليغ (لقد سقطت) (Chedhedh Ghligh).
- أراس ثيلي (اصنع الظل) (Erras Thili).
- آ شيخ القاضي (أيها الشيخ القاضي) (A chikh Lkadhi).

### الوفاة
توفيت الفنانة «جيدة مبروكة مهني» خلال سنة 1992م في بلدية محمد بلوزداد ضمن مدينة الجزائر عن عمر ناهز 80 سنة.
وقد شُيعَتْ جثتها إلى مثواها في إحدى مقابر المدينة من طرف أفراد عائلتها وأقاربها ومحبيها.

## أغاني أشويق

### أغاني الفنانة جيدة ثامقرانث
تُعتبر الفنانة «جيدة مبروكة مهني» من أشهر مغنيات «أشويق»، ومن بين أغانيها المعروفة:
- 1938م: سيدي ربي (Sidi Rebbi).
- 1941م: أغاني جيدة ثامقرانث (Urar El Djida Tamuqrant).
- 1947م: مي موقلغ (Mi muqlegh).
- 1950م: أيوليو بركا (Ayouliw berka).
- 1956م: أيو فافا ثروحييي (Ayou vava thruhiyi).

### فيديوهات أغاني جيدة ثامقرانث
- أغنية: سيدي ربي (Sidi Rebbi) على يوتيوب
- ألبوم: أغاني جيدة ثامقرانث (Urar El Djida Tamuqrant) على يوتيوب
- أغنية: مي موقلغ (Mi muqlegh) على يوتيوب
- أغنية: أيوليو بركا (Ayouliw berka) على يوتيوب
- أغنية: أيو فافا ثروحييي (Ayou vava thruhiyi) على يوتيوب

### مواضيع ذات صلة
- أشويق
- الفن القبائلي
- الموسيقى الأمازيغية
- الإذاعة الجزائرية
- القناة الإذاعية الثانية
- أورار لخالات [القبيلية]
- نوبة لخالات
- أنيسة
- بهية
- جميلة
- حنيفة
- خدوجة
- زينة
- شابحة
- شريفة
- علجية
- نوارة
- ونيسة
- يمينة
- منطقة القبائل
- قائمة الأسماء الأمازيغية
- ولاية سطيف
- دائرة بني ورتيلان
- بلدية بني شبانة
- قرية راس ثالة نتسينزار

### وصلات خارجية
- الموقع الرسمي لوزارة الثقافة الجزائرية
- الموقع الرسمي لولاية سطيف
- الموقع الرسمي لولاية الجزائر